# Exetastes atlanticus
Exetastes atlanticus är en stekelart som beskrevs av Rey del Castillo 1990. Exetastes atlanticus ingår i släktet Exetastes och familjen brokparasitsteklar. Inga underarter finns listade i Catalogue of Life.